# 李綺虹
李綺虹（英語：Theresa Lee；1970年2月25日—），香港知名女藝人，曾是TVB旗下藝人。

## 演藝生涯
李綺虹在童年時同家人移居加拿大愛民頓，1994年參加香港小姐競選，獲季軍和最受傳媒歡迎獎，隨即與香港無綫電視簽約，其後加入拍攝處境劇《開心華之里》，並在當年10月播出的台慶劇《阿Sir早晨》中與黎明飾演情侶，其後活躍於中港台三地演出多部電視劇。她曾連續兩年同時以兩部電影獲提名香港電影金像獎最佳女配角 (1997年《衝鋒隊怒火街頭》及《金枝玉葉2》，1998年《自梳》及《神偷諜影》)，被影評人譽為演技派新星，後未得獎。
2004年結婚後，李綺虹的幕前演出明顯減少。2007年於美國電視劇《超人前傳》第七季中曾客串演出一幕，其後回港時於電台節目中透露與丈夫皆屬超人迷，故對能夠客串感到榮幸。翌年復出拍攝無綫電視劇《絕代商驕》，2009年接拍《老公萬歲》；同年接受訪問時曾透露於2002年因家族遺傳及工作壓力，一度患上抑鬱症，經過9個月治療後才康復。至2012年12月約滿無綫後離開。
後於加拿大金露市皇家內陸醫院任職精神科護士。

## 個人生活
除演藝工作外，李綺虹亦喜愛運動，曾參加鐵人三項比賽。2004年，她與加拿大籍丈夫結婚，并誕下兒子，產後定居加拿大金露市。

## 演出列表

### 電視劇

#### 香港無綫電視
| 年份   | 劇名                     | 角色                   | 合作演員                         |
| 1994年 | 《再見亦是老婆》         | 客串，最後一集         |                                  |
| 1994年 | 《阿Sir早晨》            | 方同心                 | 黎明、宣萱、黃霑、羅文、羅家英等 |
| 1994年 | 《開心華之里》           | 司徒綺虹 第289集初出場 |                                  |
| 1995年 | 《神雕俠侶》             | 郭襄                   | 古天樂、李若彤、黎耀祥等         |
| 1995年 | 《的士810 II》(電視電影) | 鐘愛英                 | 鄭則仕、商天娥、夏萍等           |
| 1996年 | 《有肥人終成眷屬》       | 田潤好                 | 鄭則仕、劉雅麗、傅明憲、陳錦鴻等 |
| 2009年 | 《絕代商驕》             | 佘慕蓮                 | 佘詩曼、黃子華、謝天華等         |
| 2010年 | 《老公萬歲》             | 繆靈芝                 | 苗僑偉 、張可頤 、謝天華等       |

#### 其他電視劇
| 年份   | 劇名                           | 角色           | 合作演員                                              |
| 1999年 | 《絕代雙驕》                   | 張菁（小辣椒） | 林志穎、蘇有朋、陳德容等                              |
| 2003年 | 《絲路豪俠》                   | 天琴           | 吳奇隆、牛振華、馬婭舒、景崗山等                      |
| 2003年 | 吳京版《南少林》               | 卓靈           | 吳京、張鐵林、李楠、張靜初等                          |
| 2003年 | 《陸小鳳之決戰前後》(林志穎版) | 上官飛燕       | 林志穎、陶紅、李銘順等                                |
| 2003年 | 《花田囍事》                   | 劉玉燕         | 盧慶輝、焦媛、譚耀文、袁文傑等                        |
| 2004年 | 《楊門女將》                   | 楊排風         | 李若彤、鄭佩佩、寧靜、連凱、郭晉安等                  |
| 2006年 | 《美麗追夢人》                 | 周琳           | 吳倩蓮、傅藝偉、趙越、戴春榮等                        |
| 2009年 | 《包三姑外傳》                 | 包三姑         | 釋小龍、陳浩民、于波、陳志朋、楊俊毅 、張檬、庹宗華等 |

#### 單元演出/客串
| 年份   | 劇名                                       | 角色         | 合作演員                                 |
| 2000年 | 《Beggars and Choosers》 第二季第十集      | 華裔女演員   |                                          |
| 2002年 | 《浮生錄影：愛@DV.Cam》(香港電台)          | 詩詩         | 黃智賢、Corey Solomonson、呂悅菁等       |
| 2003年 | 《星際之門：SG-1》(Stargate SG-1) 第七季第三集          | 翻譯員       |                                          |
| 2007年 | 《超人前傳》(Smallville) 第七季第二集                | 華裔女科學家 |                                          |
| 2011年 | 《廉政行動2011》 第三集                    | 沈子雯       | 張智霖、陳啟泰、吳嘉龍、狄易達、張文慈等 |
| 2011年 | 《Hiccups》 第二季第七集                   | Chou Chou    |                                          |
| 2011年 | 《靈異妙探/鬼靈偵探》(Psych) 第六季第四、十六集 | Reporter     |                                          |

### 電影
| 年份   | 片名                             | 角色         | 合作演員                                 |
| 1996年 | 《衝鋒隊：怒火街頭》             | Apple        | 劉青雲、黃子華、吳鎮宇、黃秋生等         |
| 1996年 | 《金枝玉葉2》                    | O            | 張國榮、梅豔芳、袁詠儀、陳小春等         |
| 1996年 | 《少年15/16時》                  | 李樂儀       | 吳家樂、劉曉彤、林曉峰等                 |
| 1996年 | 《奇異旅程之真心愛生命》         | 阿銖         | 劉德華、鍾鎮濤、鄭則仕等                 |
| 1997年 | 《自梳》                         | 慧           | 趙文瑄、歸亞蕾、劉嘉玲、楊采妮等         |
| 1997年 | 《神偷諜影》                     | Phoenix      | 金城武、陳小春、楊采妮等                 |
| 1997年 | 《飛一般愛情小說》               | 妹頭         | 許志安、舒淇、鍾漢良等                   |
| 1997年 | 《夜半3點鐘》                    | Reporter     | 陳小春、張達明、林尚義、湯寶如、陳彥行等 |
| 1998年 | 《顧城別戀》                     | 雷迷         | 馮德倫、森野文子等                       |
| 1998年 | 《超時空要愛》                   | GiGi         | 劉以達、梁朝偉、林尚義等                 |
| 1998年 | 《B計劃》                        | 程督察       | 張智霖、舒淇等                           |
| 1998年 | 《生死戀》                       | Terry        | 張智霖、黃貫中、金燕玲、郭少芸等         |
| 1999年 | 《紫雨風暴》                     | Chery        | 吳彥祖、周華健、何超儀、譚耀文、陳豪等   |
| 1999年 | 《"緣"妙不可言》(港譯：緣份2000) | 司徒虹       | 吳奇隆、趙薇、何潤東等                   |
| 2000年 | 《月亮的秘密》                   | 櫻兒/ Cherry | 李嘉欣、范文芳、方中信、吳大維等         |
| 2000年 | 《特技猛龍》(紀錄片)             |              |                                          |
| 2001年 | 《與查理斯午餐》                 | 雅佩         | 劉青雲、葉芳華、Nicholas Lea等           |
| 2003年 | 《西貢的童話》                   | 姿           | 蒙嘉慧、吳啟華、鄧健泓、王喜等           |
| 2006年 | 《龍城俠隱》() (電視電影)        | Ting Ting    | 周文健、大衛卡拉甸、高雄等               |
| 2012年 | 《開心大冒險》                   | 翡翠         | 關禮傑、午馬、林威等                     |
| 2012年 | 《新紅河谷》                     | 普兒         | 惠英紅、湯鎮宗、許還山、喬治·安東等      |
| 2013年 | 《北京遇上西雅圖》               | 婦產科醫師   |                                          |
| 2013年 | 《聖誕玫瑰》                     | 羅小姐       |                                          |

### 音樂劇
| 年份   | 劇名     | 角色     | 合作演員                                         |
| 1996年 | 白雪公主 | 白雪公主 | 陳山葱、方伊琪（於香港演藝學院4月首演，8月重演） |

### 特輯節目
| 年份   | 節目名稱                                                   | 其他參與藝人                               |
| 1997年 | 《黎明情深說話盡情講》                                     | 黎明、胡楓、雷頌德、黃偉文、張達明、陳小春 |
| 2004年 | 《Hong Kong Express - The Fast Track To Fame and Fortune》 | 鍾麗緹、鍾嘉欣等                           |

### 節目主持
| 年份   | 節目名稱                     | 其他節目主持           |
| 1994年 | 《國際航空小姐選舉》         | 陳欣健、鄭伊健         |
| 1994年 | 《為食到飛起》               | 楚原、陳淑蘭           |
| 1995年 | 黎明《陽光之家黎明慈善夜》   | 車淑梅、曾志偉         |
| 1995年 | 《康泰最緊要好玩之泰國特輯》 | 草蜢、梁漢文、洪欣     |
| 1995年 | 《寰宇風情之英國特輯》       | 馬浚偉                 |
| 1996年 | 《FUN秒必爭智激奧運會》      | 李克勤、古巨基         |
| 1996年 | 《體壇群星創高峰》           | 李克勤、古巨基、陳松伶 |
| 1998年 | 《蔡瀾嘆世界》               | 蔡瀾                   |
| 2000年 | 《奧運第一現場》             |                        |

### 綜藝節目
- 1994年：花弗新世界
- 1994年：開心番埋嚟
- 1994年：週五紅人館
- 1994年：香港搞笑工程
- 1995年：運財智叻星
- 1995年：富士彩色人生顯真情
- 1995年：人生交叉點
- 1996年：超級無敵獎門人
- 1997年：超級無敵獎門人之再戰江湖
- 1997年：蔡瀾人生真好玩
- 1998年：法律週98'知法有辦法
- 1998年：天下無敵獎門人
- 1998年：蔡瀾遨遊三藩市
- 1999年：驚天動地獎門人
- 1999年：黃金傳奇 (台灣外景節目)
- 2005年：繼續無敵獎門人
- 2008年：鐵甲無敵獎門人
- 2008年：舞林大會 (東方衛視節目)
- 2019年：香港親善小姐(Viu TV日本外景節目)

### 音樂錄影帶 MV
- 1994年：黎明《最後的戀愛》
- 1995年：郭富城《望鄉》

## 獎項
| 年份   | 頒獎典禮             | 獎項       | 作品                 | 結果 |
| ------ | -------------------- | ---------- | -------------------- | ---- |
| 1997年 | 第16屆香港電影金像獎 | 最佳新演員 | 《金枝玉葉2》        | 提名 |
| 1997年 | 第16屆香港電影金像獎 | 最佳女配角 | 《金枝玉葉2》        | 提名 |
| 1997年 | 第16屆香港電影金像獎 | 最佳女配角 | 《衝鋒隊：怒火街頭》 | 提名 |
| 1997年 | 第34屆金馬獎         | 最佳女配角 | 《自梳》             | 提名 |
| 1998年 | 第17屆香港電影金像獎 | 最佳女配角 | 《自梳》             | 提名 |
| 1998年 | 第17屆香港電影金像獎 | 最佳女配角 | 《神偷諜影》         | 提名 |

## 外部連結
- 李綺虹的新浪微博
- 李綺虹在互联网电影资料库（IMDb）上的資料（英文）
- 李綺虹在香港影庫上的簡介
- 李綺虹在豆瓣上的资料（简体中文）
- 李綺虹在时光网上的簡介（简体中文）

| 前任： 余少寶 | 香港小姐競選季軍 1994年 | 繼任： 周婉儀 |